# Pedro Groppo
Pedro Juan Bartolomé Groppo (Avellaneda, 29 de agosto de 1886 - 19 de octubre de 1969)[cita requerida] fue un médico y político argentino que ejerció como ministro de Hacienda de su país durante la presidencia de Roberto M. Ortiz, entre 1938 y 1940.

## Biografía
Pedro Groppo nació en la ciudad de Avellaneda, en el Gran Buenos Aires, el 29 de agosto de 1886. Se recibió de médico y se doctoró en 1914. En enero del año anterior había sido testigo del accidente que costó la vida al pionero de la aviación argentina, teniente Manuel Félix Origone, en las cercanías de la estación Domselaar; debido a que no contaba con elementos para detener las hemorragias y atender las múltiples fracturas sufridas, y pese a sus esfuerzos, Origone murió unos minutos más tarde.
Durante muchos años fue director del Hospital Fiorito de Avellaneda, del cual fue también Jefe de Cirugía entre 1920 y 1921.
Afiliado al Racing Club, fue su presidente entre 1922 y 1926. Durante su gestión se ganó el campeonato
En su juventud se afilió a la Unión Cívica Radical; fue varias veces concejal en su ciudad natal, Avellaneda y diputado provincial de la provincia de Buenos Aires en 1920. Posteriormente se unió a la fracción antipersonalista del radicalismo, siendo elegido senador provincial en 1926 y reelegido para ese cargo en 1930.
Tras el golpe de Estado de septiembre de 1930 fue nombrado comisionado municipal de Avellaneda.
Fue elegido diputado nacional por la Concordancia —alianza de conservadores y radicales antipersonalistas que triunfó merced a la prohibición del radicalismo y el fraude electoral— en el año 1932. En 1934 fue miembro de la Convención Constituyente provincial, y al año siguiente fue elegido senador nacional.
En marzo de 1935, tras la renuncia del gobernador Federico Martínez de Hoz, fue nombrado ministro de Hacienda de la Provincia de Buenos Aires por su sucesor, el vicegobernador Raúl Díaz. Desde mayo de ese mismo año tuvo también a cargo el ministerio de gobierno de la provincia, hasta la asunción como gobernador de Manuel Fresco, en febrero siguiente.
En febrero de 1938, al asumir la presidencia Roberto Marcelino Ortiz, éste lo nombró Ministro de Hacienda de la Nación. Ocupó ese cargo hasta septiembre de 1940.
Murió en su ciudad natal, Avellaneda, el 19 de octubre de 1969.